# Almenno San Salvatore
Almenno San Salvatore – miejscowość i gmina we Włoszech, w regionie Lombardia, w prowincji Bergamo.
Według danych na styczeń 2009 gminę zamieszkiwało 5841 osób przy gęstości zaludnienia 1230 os./1 km².

## Bibliografia

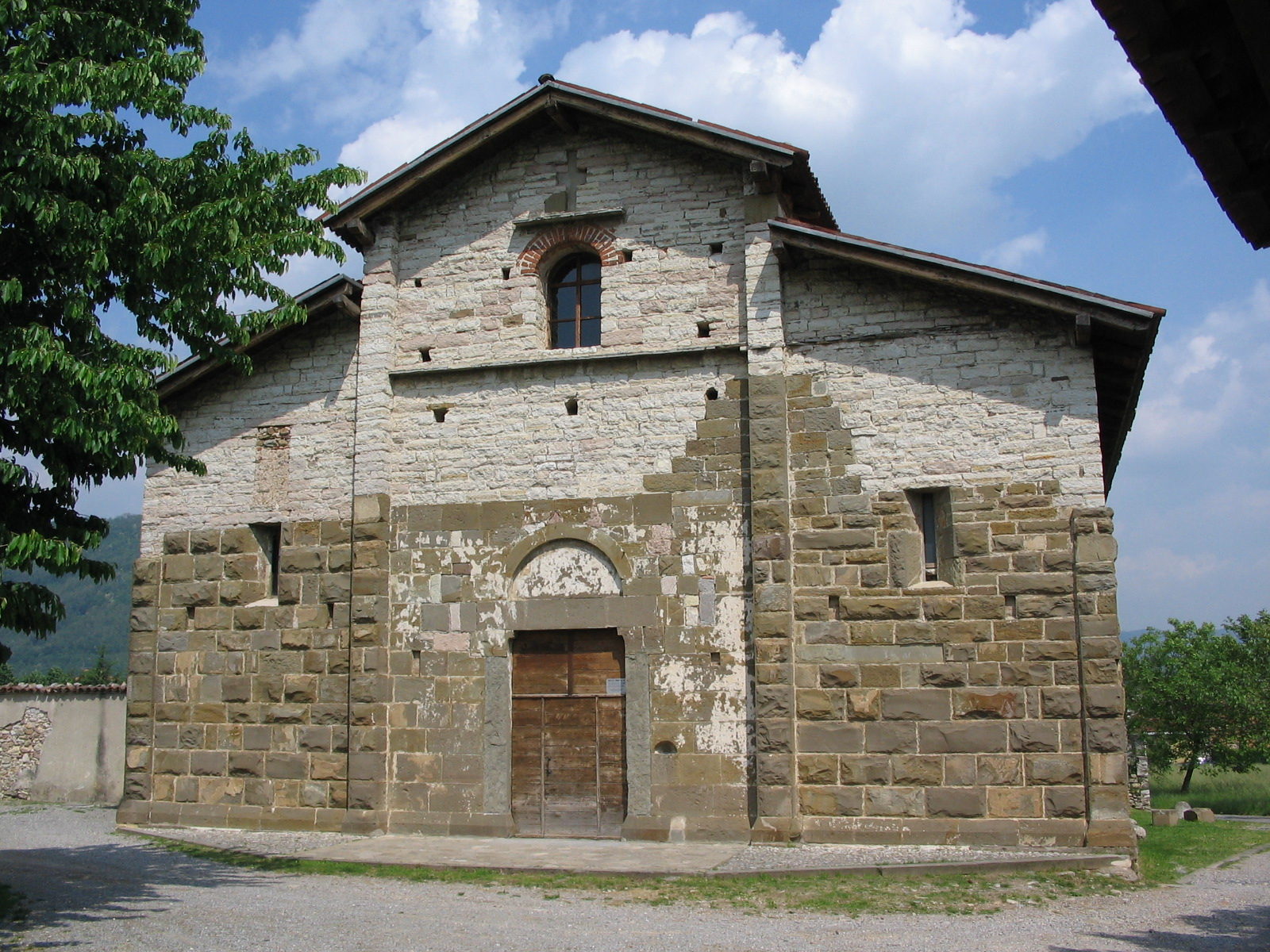
Romański kościół z XII wieku